# 恩斯特維爾 (馬里蘭州)
恩斯特維爾（英語：Ernstville）是一個位於美國馬里蘭州華盛頓縣的市鎮。

## 人口
根據2020年美國人口普查的數據，恩斯特維爾的面積為0.39平方千米，當中陸地面積為0.39平方千米，而水域面積為0.00平方千米。當地共有人口58人，而人口密度為每平方千米149人。